# Norwegian Wood (This Bird Has Flown)
«Norwegian Wood (This Bird Has Flown)» (с англ. — «Норвежское дерево [Птичка упорхнула]») — песня группы The Beatles, впервые вышедшая в альбоме Rubber Soul в 1965 году. Авторство песни приписывается Леннону и Маккартни, хотя бо́льшая часть её была сочинена Джоном Ленноном, а Пол Маккартни принял участие в написании средней восьмитактовой части. Стала первой в истории рок-композицией, в которой прозвучал ситар (в исполнении Джорджа Харрисона). Песня представляет собой живую акустическую балладу. Вокальную партию исполняет Джон Леннон.

## Музыка
В своём интервью журналу Rolling Stone в 1970 году Леннон приписал среднюю часть песни Маккартни, хотя в 1980 году в интервью журналу Playboy назвал песню «целиком своей».
Идея использовать ситар принадлежала Харрисону. Как он впоследствии рассказывал:

Во время съёмок фильма «На помощь!» в сцене в ресторане было несколько индийских музыкантов, и я там немного побаловался с их ситаром. Но в том году, примерно в конце года, я постоянно слышал имя «Рави Шанкар». […] В общем, я пошёл, купил пластинку, и мне очень понравилось. Чувствовалось, что эта музыка мне очень близка. Примерно в то же время я купил ситар. Я просто купил дешёвый ситар в магазине под названием India Craft, в Лондоне. Он лежал без дела. Я не мог представить, что с ним сделать. Когда мы работали над «Norwegian Wood», песне чего-то не хватало, и то, что вышло, вышло совершенно спонтанно, как я помню. Я просто взял ситар, подобрал ноты и просто сыграл их. Мы записали это, свели — и показалось, что это именно то, что нужно.
Оригинальный текст (англ.)During the filming of Help! there were some Indian musicians in a restaurant scene and I kind of messed around with their sitar then. But during that year, towards the end of the year anyway, I kept hearing the name of Ravi Shankar.  <…> So I went out and bought a record and that was it. It felt very familiar to me to listen to that music. It was around that time I bought a sitar. I just bought a cheap sitar in a shop called India Craft, in London. It was lying around. I hadn’t really figured out what to do with it. When we were working on Norwegian Wood it just needed something, and it was quite spontaneous, from what I remember. I just picked up the sitar, found the notes and just played it. We miked it up and put it on and it just seemed to hit the spot.
— Фильм The Beatles Anthology

То, что мы использовали в записи этот диковинный инструмент, потрясло всех, но мы всё время искали что-то новое, и, когда Джордж показал нам ситар, мы попробовали его. Мы согласились бы, наверное, привести на запись даже слона, если бы он умел издавать музыкальные звуки. Годилось всё. Изменилось наше отношение к делу в целом. Думаю, мы повзрослели.
— Ринго Старр
Куплеты песни написаны в ми-мажоре (миксолидийский лад с пониженной 7-й ступенью). Мелодия начинается с ноты си, заканчивается той же нотой, но октавой ниже. В средней секции песни происходит перемена лада (первая фраза соответствует дорийскому ми-минору (с повышенной 6-й ступенью), вторая фраза вновь возвращает к исходному ладу куплета. Это одна из немногих песен The Beatles, написанных в трёхдольном размере.

## Текст
Текст песни описывает ситуацию, в которой девушка приглашает парня к себе в гости. Стены её комнаты обшиты норвежским деревом (сосной; в то время это был достаточно популярный и дешёвый отделочный материал). Они сидят и общаются, пьют вино до двух часов ночи, когда она говорит, что пора спать. Несмотря на ожидания парня, ему суждено «спать в ванной». Утром, когда парень пробуждается, девушки уже нет — «птичка упорхнула». В качестве мести парень поджигает её квартиру.

### Вероятный фон
Песня, по всей видимости, была написана Ленноном, в то время женатым на Синтии Пауэлл, под влиянием его опыта внебрачных отношений. По его словам:

«Norwegian Wood» — это полностью моя песня. Она об одной интрижке, которая у меня была. Я был очень осторожным, и у меня было нечто вроде паранойи, потому что я не хотел, чтобы моя жена, Син, знала, что кое-что действительно происходит вне дома. У меня всегда были определённые интрижки, поэтому я пытался писать о таких вещах позапутанней. […] Но я не припомню никакой конкретной женщины, о которой идёт речь в этом случае.
Оригинальный текст (англ.)“Norwegian Wood” is my song completely. It was about an affair I was having. I was very careful and paranoid because I didn’t want my wife, Cyn, to know that there really was something going on outside of the household. I’d always had some kind of affairs going on, so I was trying to be sophisticated in writing about an affair. [...] But I can’t remember any specific woman it had to do with.
— 
Знакомые битлов и их биографы неоднократно выдвигали предположения, кто мог быть возможной героиней этой песни. Друг Леннона Пит Шоттон высказывал мнение, что эта женщина была одной из их знакомых журналисток, возможно Морин Клив. Писатель Филип Норман в своей биографии Леннона заявил, что Леннона на эту песню вдохновила Зонни Дрейн, жена первого фотографа The Beatles Роберта Фримена.

## Запись песни
Песня была записана в течение двух дней. Первая сессия состоялась 12 октября 1965 года. По словам Леннона, в тот день группа никак не могла найти оптимальную аранжировку. 21 октября группа снова начала работу над песней, записав три полных дубля.
В записи участвовали:
- Джон Леннон — вокал (две партии, сведённые в одну), акустическая ритм-гитара
- Пол Маккартни — бас-гитара, подголоски
- Джордж Харрисон — ситар (было записано две партии, позже сведённые в одну)
- Ринго Старр — бубен, маракас, ручные тарелки

## Культурное влияние
По признаниям самого Леннона, в то время он находился под сильным влиянием Боба Дилана. Многие критики полагают, что сам Дилан позже ответил на песню Леннона своей песней «4th Time Around», которая довольно похожа на «Norwegian Wood» и мелодией, и материалом, и подачей текста. Сам Леннон в одном из более поздних интервью отметил, что считает композицию Дилана шутливой данью уважения в адрес его (Леннона) песни.
Песня заняла 83-ю позицию в списке 500 величайших песен всех времён по версии журнала Rolling Stone. Перепевалась такими исполнителями и группами, как Вэйлон Дженнингс, Аланис Мориссетт, The Fiery Furnaces, Бадди Рич, Херби Хэнкок, Колин Хэй, Виктор Вутен, Сержио Мендес. Исполнялась также группой U2 во время их Vertigo Tour.
Песня оказала определённое влияние и вне музыкальных кругов. Так, название романа «Норвежский лес» (в английском переводе — Norwegian Wood) японского автора Харуки Мураками является отсылкой к песне. Уолтер Мондейл, кандидат на пост президента США в 1984 году, во время президентской кампании получил прозвище «Norwegian Wood» из-за своего норвежского происхождения. Такое же название носят норвежский музыкальный фестиваль, регулярно проводимый в Осло, и норвежский фан-клуб The Beatles.